# Tylophora stenoloba
Tylophora stenoloba är en oleanderväxtart som först beskrevs av Karl Moritz Schumann, och fick sitt nu gällande namn av Nicholas Edward Brown. Tylophora stenoloba ingår i släktet Tylophora och familjen oleanderväxter. Inga underarter finns listade i Catalogue of Life.